# Caroline Gendron
Caroline Gendron est une actrice québécoise née le 31 mai 1979. Elle remplace Magalie Lépine-Blondeau dans l'émission Fan Club à Vrak.tv. En 2012, elle gagne un Gémeaux, le prix de la meilleure animation pour une série jeunesse, Fan Club aux côtés de Yan England.

## Rôles
- Internet
- Les Kiki Tronic : Magda (série télévisée)
- Un monde à part :Raphaelle (série télévisée )
- Watatatow : Josianne (série télévisée)
- Ramdam : Justine  (série télévisée)
- Une grenade avec ça? : Marine Bellehumeur (série télévisée)
- Fan Club (émission) : animatrice